# Brandweerkorps Caribisch Nederland
Das Brandweerkorps Caribisch Nederland (BKCN) ist die gemeinsame Feuerwehr der drei politisch zu den Niederlanden gehörenden BES-Inseln (besonderen Gemeinden) Bonaire, Sint Eustatius und Saba in der Karibik.

## Geschichte

Die Niederlande einschließlich der BES-Inseln

Zum 10. Oktober 2010 („10-10-10“) wurde das Staatskonstrukt der Niederländischen Antillen aufgelöst. In der Folge entstanden die zum Königreich der Niederlande gehörenden selbstständigen Länder Curaçao und Sint Maarten. Die Inseln Bonaire, Sint Eustatius und Saba wurden als besondere Gemeinden in das Land Niederlande integriert. Dies hatte zur Folge, dass die bisherigen einzelnen Feuerwehren der drei Inseln aufgelöst und eine gemeinsame Feuerwehr aufgestellt wurde.

## Behördenstruktur
Der Sitz der Behörde befindet sich in Kralendijk auf Bonaire. Der Behördenleiter wird Algemeen Commandant genannt. Die Stelle hat derzeit (Stand Januar 2021) drs. Wouter Zitter inne.
Die Behörde ist geographisch in drei Einheiten gegliedert, deren jeweiliger Leiter Lokaal Commandant genannt wird.
- Die Einheit auf Bonaire heißt Dienst Brandweer Bonaire und hat ihren Sitz auf dem Flamingo International Airport.[4]
- Die Einheit auf Sint Eustatius heißt Sint Eustatius Fire Department und hat ihren Sitz auf dem F. D. Roosevelt Airport.[5]
- Die Einheit auf Saba heißt Saba Fire Department und hat ihren Sitz auf dem Juancho E. Yrausquin Airport.[6]

## Personal
Das BKCN hat eine Sollstärke von 78 FTEs. Diese verteilen sich wie folgt: Bonaire: 47 FTEs, Sint Eustatius: 20 FTEs, Saba: 10 FTEs. Die Iststärke beträgt 70,05 FTEs. Von der gesetzlich eingeräumten Möglichkeit, Freiwillige zu beschäftigen, macht das BKCN keinen Gebrauch, so dass es sich um eine reine Berufsfeuerwehr handelt.

## Aufgaben
Das BKCN hat u. a. die Aufgaben, Brände zu verhüten und entstandene Brände zu bekämpfen, Unfälle zu verhüten, Gefahrstoffe zu erforschen, andere Behörden zu beraten sowie bei Katastrophen Unterstützung zu leisten. Das BKCN ist zugleich die Flughafenfeuerwehr für die drei Flughäfen der Inseln und verfügt daher über entsprechende Ausrüstung (z. B. Flugfeldlöschfahrzeuge). Die Hauptfeuerwachen befinden sich an den jeweiligen Flughäfen.